# Церква Воздвиження Чесного Хреста Господнього (Носівці)
Церква Воздвиження Чесного Хреста Господнього в Носівцях — парафія і храм греко-католицької громади Залозецького деканату Тернопільсько-Зборівської архієпархії Української греко-католицької церкви в селі Носівці Тернопільського району Тернопільської области.

## Історія церкви
Храм був збудований приблизно у 1750–1760-х роках. До 1946 року парафія і церква належали до УГКЦ, але протягом 1946–1990 років державна влада закрила храм.
Парафія відновила свою діяльність у лоні УГКЦ у 1990 році, тоді ж знову відкрився і храм.
При парафії діє братство Матері Божої Неустанної Помочі. Парафія має у власності будівлю храму.

## Парохи
- о. Іван Новорецький,
- о. Михайло Чайковський,
- о. Михайло Пошва,
- о. Андрій Дуткевич,
- о. Григорій Мисан,
- о. Олег Кожушко,
- о. Віталій Деркач (адміністратор з 2007).